# Tagon

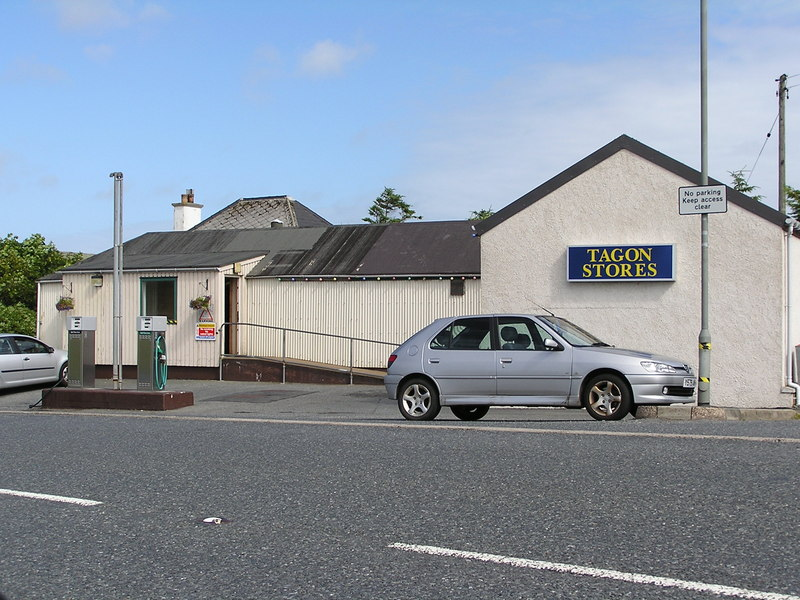
Einkaufszentrum in Tagon

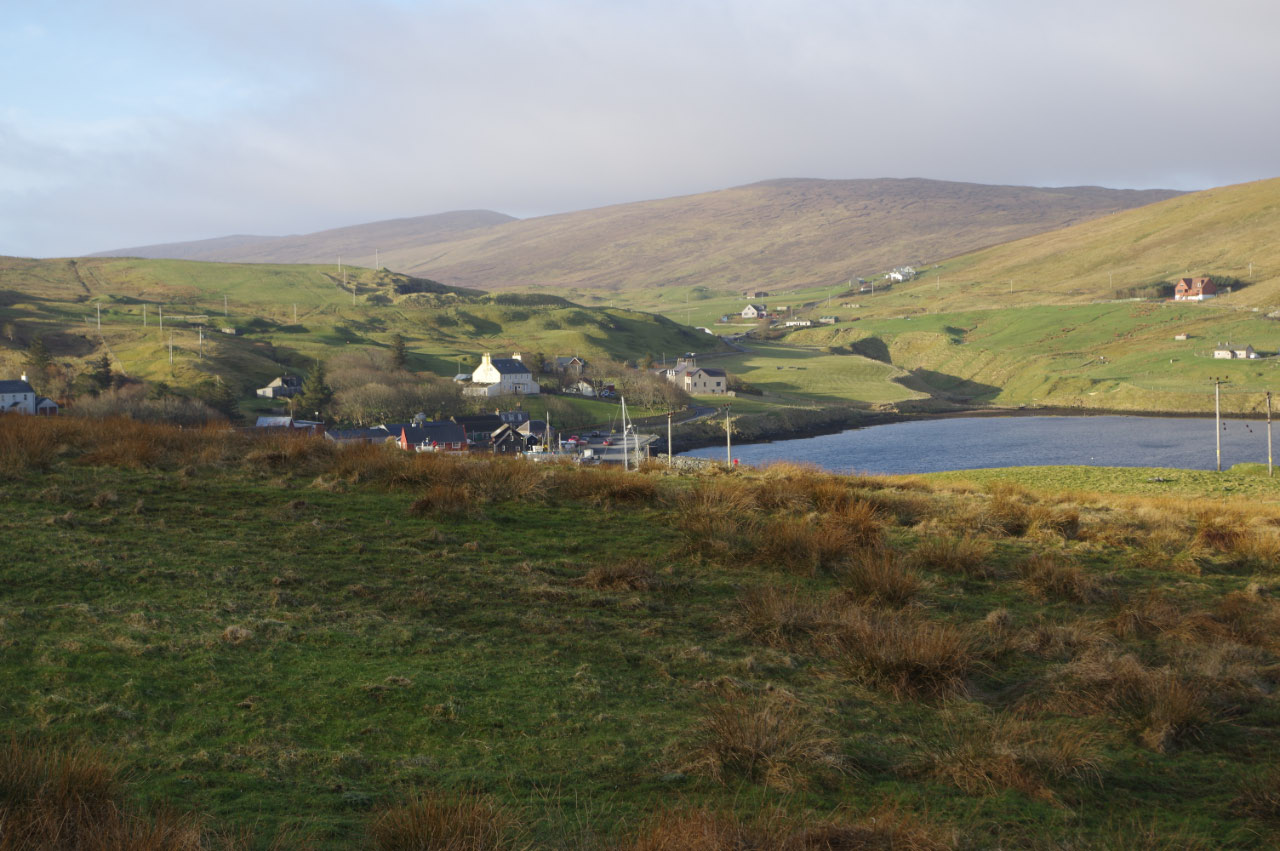
Blick von Tagon auf Voe

Tagon ist eine Ortschaft, die in Schottland im Norden der Shetlandinseln liegt.

## Geographie
Tagon liegt im Norden von Mainland und nördlich des östlichen Endes der Meeresbucht Olna Firth. Es wird als Teil des größeren Voes im Süden gesehen. Kleinere Ortschaften in der Nähe sind Mulla im Norden und Hillside im Osten. Überragt wird der Ort vom 130 Meter hohen Tagon Hill im Nordosten.

## Historisches
Im Rahmen der historischen Gliederung Schottlands in Civil Parishes zählt Tagon zu Delting.